# Avellaneda (ort i Spanien, Baskien)
Avellaneda (baskiska: Urrestieta) är en ort i Spanien.   Den ligger i provinsen Bizkaia och regionen Baskien, i den norra delen av landet, 300 km norr om huvudstaden Madrid. Avellaneda ligger 268 meter över havet och antalet invånare är 2 305.
Terrängen runt Avellaneda är kuperad. Runt Avellaneda är det ganska glesbefolkat, med 42 invånare per kvadratkilometer. Närmaste större samhälle är Bilbao, 19,5 km öster om Avellaneda. I omgivningarna runt Avellaneda växer i huvudsak blandskog.